# John Wrottesley
John Wrottesley FRS FRAS (5 de agosto de 1798 — 27 de outubro de 1867) foi um astrônomo inglês.